# Streblus ilicifolius
Streblus ilicifolius är en mullbärsväxtart som först beskrevs av António José Rodrigo Vidal, och fick sitt nu gällande namn av Edred John Henry Corner. Streblus ilicifolius ingår i släktet Streblus och familjen mullbärsväxter. Inga underarter finns listade i Catalogue of Life.